# Dáma (desková hra)
Dáma je skupina abstraktních strategických deskových her určených pro dva hráče. Existuje mnoho variant této hry, charakteristickými prvky je pohyb kamenů po diagonálách a snaha vyřadit přeskočením všechny protivníkovy kameny.
Českou federaci dámy založil pan Reiman v roce 1964, kdy se stala i členem Světové federace dámy.

## Česká dáma podle pravidel České federace dámy
- Hraje se na šachovnici 8x8.

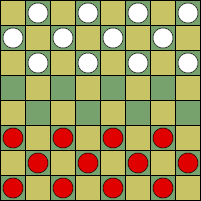
hrací deska pro dámu v počátečním rozestavění

- Soupeři mají na začátku po 12 kamenech stojících na protilehlých stranách v prvních třech řadách na černých políčkách.
- Kameny se pohybují po diagonálách po černých políčkách, vpřed, ale ne vzad, a nemohou přeskakovat kameny vlastní barvy.
- Pokud obyčejný kámen dojde na druhou stranu šachovnice, přemění se v dámu.
- Dáma se pohybuje diagonálně dopředu a dozadu o libovolný počet polí.
- Jestliže se kámen nachází na diagonále v sousedství soupeřovy figury, za kterou je volné pole, je povinen ji přeskočit, obsadit toto volné pole a odstranit přeskočenou soupeřovu figuru z desky.
- Skákání je povinné. Může-li hráč skákat jak dámou, tak obyčejným kamenem, musí skákat dámou. V případě, že může jedním kamenem provést více variant skoku, je na něm, kterou si vybere, musí ovšem variantu doskákat (např. když může jedním kamenem skočit jeden, nebo tři kameny, skočí tedy jeden, nebo tři. Nelze skočit jen dva z druhé varianty.)
- Při vícenásobném skoku se kameny odstraní až po dokončení celé sekvence. Přes jeden kámen nelze skákat vícekrát.
- Hráč, který je na tahu a nemůže hrát (nemá kameny, nebo má všechny zablokované), prohrál. Partie končí remízou tehdy, když je teoreticky nemožné vzít soupeři při pozorné hře žádnou další figuru.
- Jestliže některý z hráčů zahraje tah v rozporu s pravidly (např. opomenutí skákání), je na jeho protihráči, jestli bude vyžadovat opravu tahu, nebo ne.

### Česká dáma dle Zapletala
Hraje se pouze s osmi kameny, na dvou řadách. S tahy začíná černý. Ostatní pravidla pro pohyb kamenů jsou shodná.

### Žravá dáma
Varianta české dámy, používaná i ve světě, při které vyhrává hráč, který nemá žádný tah. Buď nemá kameny, nebo je zablokován.

## Anglická dáma
Angličané této hře říkají draughts, Američané tuto dámu nazývají checkers. Odlišnost od české dámy:
- Zdvojený kámen, který dosáhl konce hracího pole se nenazývá dáma, ale král (king).
- Král se může pohybovat všemi směry jako dáma, ale pouze o jedno pole.
- Může-li hráč skákat jak králem, tak obyčejným kamenem, může si vybrat, kterou figurou skočí.[3]

Bylo prokázáno, že pokud hráč neudělá chybu, nemůže prohrát, a bezchybná hra obou hráčů končí remízou.

## Mezinárodní dáma
- Hraje se na šachovnici 10x10, figurky stojí v prvních čtyřech řadách.
- Každý soupeř má 20 kamenů.
- Platí pravidla jako v klasické dámě, ale kámen bere i směrem dozadu. Pokud při skoku kámen projde přes poslední řadu, ale nezůstane tam, nemění se v dámu.
- Přednost při skákání má větší počet přeskočených kamenů, a to i před dámou.
- Přeskok je povinný[5]

## Brazilská dáma
- Hraje se na malé desce 8x8, kameny mohou skákat i dozadu a přednost při braní má většina.

## Španělská dáma
- Hraje na desce 8x8, ovšem na bílých polích.
- Přednost při braní má většina, a pokud hráč může vzít dámu nebo kámen, musí přeskočit dámu (počítá se jako 2 kameny).

## Další varianty dámy
- Keny čili Turecká dáma
- Dámová notace
- Rohová dáma
- Dvacet proti deseti
- Středověká bitva
- Jezdecká dáma
- Dám
- Kanadská dáma
- Dvojitá dáma
- a další[6]